# Inglaterra en la Copa Mundial de Rugby de 2019
La Rosa fue una de los 20 países participantes de la Copa Mundial de Rugby de 2019, que se realizó en Japón por primera vez.
Los ingleses llegaron a su novena participación con gran exigencia y presión, debido a la decepción de su desastrosa actuación en el campeonato anterior. Pero un excelente plantel logró hacer uno de los mejores desempeños de toda su historia y casi alcanzó su segundo título.

## Plantel
Jones tuvo como asistentes a: Steve Borthwick (entrenador de forwards), el australiano Scott Wisemantel (entrenador de backs), Neal Hatley (entrenador de scrum) y el neocelandés John Mitchell (entrenador de defensa).
|                     | Jugador             | Edad    | Posición      | Tests | Equipo             |
| ------------------- | ------------------- | ------- | ------------- | ----- | ------------------ |
| Hookers y Pilares   |                     |         |               |       |                    |
|                     | Dan Cole            | 32 años | Pilar         | 91    | Leicester Tigers   |
|                     | Luke Cowan-Dickie   | 26 años | Hooker        | 17    | Exeter Chiefs      |
|                     | Ellis Genge         | 24 años | Pilar         | 14    | Leicester Tigers   |
| 2                   | Jamie George        | 29 años | Hooker        | 41    | Saracens           |
| 1                   | Joe Marler          | 29 años | Pilar         | 64    | Harlequins FC      |
| 3                   | Kyle Sinckler       | 26 años | Pilar         | 27    | Harlequins FC      |
|                     | Jack Singleton      | 23 años | Hooker        | 3     | Saracens           |
|                     | Mako Vunipola       | 28 años | Pilar         | 54    | Saracens           |
| Segundas líneas     |                     |         |               |       |                    |
| 4                   | Maro Itoje          | 25 años | Segunda línea | 30    | Saracens           |
| 5                   | George Kruis        | 29 años | Segunda línea | 37    | Saracens           |
|                     | Joe Launchbury      | 28 años | Segunda línea | 62    | Wasps RFC          |
|                     | Courtney Lawes      | 30 años | Segunda línea | 77    | Northampton Saints |
| Alas y Octavos      |                     |         |               |       |                    |
| 6                   | Tom Curry           | 21 años | Ala           | 15    | Sale Sharks        |
|                     | Lewis Ludlam        | 23 años | Octavo        | 4     | Northampton Saints |
| 7                   | Sam Underhill       | 23 años | Ala           | 11    | Bath Rugby         |
| 8                   | Billy Vunipola      | 26 años | Octavo        | 36    | Saracens           |
|                     | Mark Wilson         | 30 años | Ala           | 16    | Newcastle Falcons  |
| Medios scrums       |                     |         |               |       |                    |
|                     | Willi Heinz         | 32 años | Medio scrum   | 6     | Gloucester Rugby   |
| 9                   | Ben Youngs          | 30 años | Medio scrum   | 91    | Leicester Tigers   |
| Aperturas y Centros |                     |         |               |       |                    |
| 12                  | Owen Farrell        | 28 años | Centro        | 75    | Saracens           |
| 10                  | George Ford         | 26 años | Apertura      | 61    | Leicester Tigers   |
|                     | Piers Francis       | 29 años | Apertura      | 9     | Northampton Saints |
|                     | Jonathan Joseph     | 28 años | Centro        | 44    | Bath Rugby         |
|                     | Henry Slade         | 26 años | Centro        | 23    | Exeter Chiefs      |
| 13                  | Manu Tuilagi        | 28 años | Centro        | 36    | Leicester Tigers   |
| Fullbacks y Wings   |                     |         |               |       |                    |
|                     | Joe Cokanasiga      | 21 años | Wing          | 9     | Bath Rugby         |
| 15                  | Elliot Daly         | 27 años | Fullback      | 35    | Saracens           |
| 11                  | Jonny May           | 29 años | Wing          | 48    | Leicester Tigers   |
|                     | Ruaridh McConnochie | 28 años | Wing          | 2     | Bath Rugby         |
|                     | Jack Nowell         | 26 años | Fullback      | 33    | Exeter Chiefs      |
| 14                  | Anthony Watson      | 25 años | Wing          | 38    | Bath Rugby         |

## Participación
Inglaterra integró el Grupo C, llamado el de la muerte, junto con dos potencias: Les Bleus y los Pumas, la siempre dura Tonga y los débiles Estados Unidos.

### Fase final
En cuartos debieron cruzarse a los Wallabies, repitiendo el duelo que los eliminó del mundial anterior. Los australianos alinearon a Will Genia, David Pocock, Adam Ashley-Cooper y el capitán Michael Hooper, pero la Rosa logró vengarse de su verdugo y ganó anotándole 40 puntos.
Las semifinales los cruzó con los favoritos y hasta ahí mejor equipo del torneo: los All Blacks, que era liderada por Kieran Read y contaba con Beauden Barrett, Dane Coles, Sonny Bill Williams y Sam Whitelock entre sus filas. Inglaterra asombró al mundo con un excelente análisis del rival, una dura presión ofensiva y una fortísima defensa, venció 19–7.

### Final
El 2 de noviembre enfrentaron a Sudáfrica, luego de la anterior final de Francia 2007, que formó con Tendai Mtawarira, Eben Etzebeth, Faf de Klerk, Handré Pollard, Cheslin Kolbe y el capitán Siya Kolisi.
La Rosa era favorita por su nivel muy alto, con el que pudo obtener la victoria ante las otras dos superpotencias y la ilusión era muy fuerte en el Reino Unido, marcando récords de audiencia televisiva. Pero los africanos lograron jugar más distendidos e inspirados, marcando un try y quebrando la resistencia inglesa; para alzar su tercera copa Webb Ellis.

## Legado
El equipo inglés logró recuperar su histórico respeto, lesionado en el campeonato anterior, afianzarse como el mejor seleccionado de Europa y devolverse el calificativo de superpotencia. Fue el último mundial de: Cole, Lawes, Youngs y May.
Inglaterra es la primera y única selección del hemisferio norte que ganó un mundial, 20 años después y la hazaña aun no fue igualada.